# Rubus phoenicolasius
Rubus phoenicolasius Maxim., noto come uva giapponese, è un arbusto appartenente alla famiglia delle Rosacee, nativo del nord della Cina, Giappone e Corea.
La specie è stata introdotta in Europa e Nord America come pianta ornamentale e per il suo potenziale nella produzione di ibridi di lamponi. Successivamente si è diffusa anche all'esterno della coltivazione ed è divenuta pianta spontanea, talvolta naturalizzata, in alcune parti d'Europa e in Nord America orientale.

## Descrizione
È una pianta perenne che produce rami biennali dal sistema di radici perenni. Nel suo primo anno, si dirama un nuovo stelo che cresce vigorosamente per tutta la sua altezza di 1–3 m, ramificato, e portante foglie pinnate, in numero di tre o cinque foglioline, e normalmente non produce alcun fiore. Nel suo secondo anno, lo stelo non cresce ulteriormente, ma produce diversi germogli laterali, che portano foglie più piccole sempre con tre foglioline; le foglie sono di colore bianco.
I fiori sono prodotti nella tarda primavera, con un breve e molto ispido racemo in punta ai germogli laterali. Ogni fiore ha un diametro di circa 6–10 mm , con cinque petali, dal rosso porpora al rosa, e un ispido calice. Il frutto è arancione o rosso, di circa 1 cm di diametro, commestibile, prodotto in estate o inizio autunno. In terminologia botanica non è un bacca, ma un frutto aggregato composto da numerose drupe che crescono attorno ad un nucleo centrale. La maturazione avviene da inizio estate. Gli steli hanno peli ghiandolari rossi. Questi peli rossi danno alla specie il suo nome scientifico, dal latino phoenicus che significa rosso.
Oltre che dalle sementi, la propagazione di nuovi impianti avviene per talea degli steli che toccano il suolo. Godono di terreno umido e crescono nei pressi e all'interno di aree boschive.
Quando il frutto si sviluppa, viene circondato da un calice protettivo coperto di peli che trasudano piccole gocce di liquido appiccicoso. Uno studio del 2009 di Sina Pohl presso l'Università di Vienna ha dimostrato che le piante non ricevono le sostanze nutritive dagli insetti catturati nella linfa: la mucillagine appiccicosa non contiene enzimi digestivi; i tessuti circostanti non possono assorbire le sostanze nutritive, e non ci sono tessuti che immagazzinano proteine. Inoltre, a differenza delle piante carnivore, il Rubus phoenicolasius cresce in terreno ricco di sostanze nutritive, quindi non ha bisogno di ricorrere agli insetti per il suo nutrimento.

## Usi
I frutti vengono utilizzati per la guarnitura di torte o dolci in genere.